# Ото I (Салм-Хорстмар)
Ото I Фридрих Карл фон Салм-Хорстмар (на немски: Otto Friedrich Karl l zu Salm-Horstmar; * 8 февруари 1833, Коесфелд, Северен Рейн-Вестфалия; † 15 февруари 1892, Бон) е 2. княз на Салм-Хорстмар и Рейнграф.

## Биография
Той е вторият син на граф и вилдграф-Рейнграф, 1. княз Вилхелм Фридрих Карл Август фон Салм-Хорстмар (1799 – 1865) и съпругата му графиня Елизабет Анна Каролина фон Золмс-Рьоделхайм-Асенхайм (1806 – 1885), дъщеря на граф Фолрат Фридрих Карл Лудвиг фон Золмс-Рьоделхайм-Асенхайм (1762 – 1818) и графиня Филипина Шарлота София фон Золмс-Лаубах (1771 – 1807). Брат е на принц Карл (1830 – 1909) и на принц Едуард (1841 – 1923).
На 22 ноември 1816 г. баща му получава титлата 1. княз на Салм-Хорстмар. Ото наследява баща си като княз на Салм-Хорстмар и като Рейнграф.
Ото I Фридрих фон Салм-Хорстмар умира на 59 години на 15 февруари 1892 г. в Бон.

## Фамилия
Ото I Фридрих фон Салм-Хорстмар се жени на 18 юни 1864 г. в дворец Нойдорф за графиня Емилия Амалия Модеста Ернестина Бернардина фон Липе-Бистерфелд (* 1 февруари 1841, Оберкасел; † 11 февруари 1892, Бон), дъщеря на граф Юлиус фон Липе-Бистерфелд (1812 – 1884) и графиня Аделхайд Клотилда Августа фон Кастел-Кастел (1818 – 1900). Те имат седем деца:
- Фридрих Юулиус Карл Ернст Казимир Макс (* 18 юни 1865; † 21 януари 1871), наследствен принц на Салм-Хорстмар
- Юлиус (* 6 май 1866; † 24 септември 1866)
- Ото II Адалберт Фридрих Август Густав Александер (* 23 септември 1867, дворец Фарлар; † 2 март 1941, Фарлар), 3. княз на Салм-Хорстмар и Рейнграф, женен в Клитчдорф, Силезия, на 10 септември 1903 г. за графиня Роза фон Золмс-Барут (* 8 юни 1884; † 12 юни 1945)
- Елизабет Аделхайд Матилда Емма Каролина (* 18 декември 1870, Фарлар; † 4 юли 1953, Михелщат), омъжена в дворец Фарлар на 19 април 1900 г. за граф Адалберт фон Ербах-Фюрстенау (* 2 февруари 1861; † 28 септември 1944), син на граф Алфред фон Ербах-Фюрстенау (1813 – 1874)
- Вилхелм Юлиус Адолф Магнус Леополд Казимир Едуард (* 30 май 1872; † 28 март 1919)
- Юлиус Фридрих Казимир Карл Емих (* 24 февруари 1881; † 13 август 1901)
- Емих Карл Рудолф Фридрих Вилхелм Ото (* 5 февруари 1883, Фарлар; † 10 май 1959, Бремен), принц, женен в Потсдам на 2 август 1914 г. за принцеса Сабина фон Шоенайх-Каролат (* 12 октомври 1893; † 14 август 1965)